# Neurypexina turbatus
Neurypexina turbatus är en fjärilsart som beskrevs av Grose-smith och Kirby 1893. Neurypexina turbatus ingår i släktet Neurypexina och familjen juvelvingar. Inga underarter finns listade i Catalogue of Life.